# 週刊!本庄強
週刊!本庄強（しゅうかん!ほんじょうつよし）は、全国のコミュニティ放送局で放送されているラジオ番組。2015年7月に放送を開始した。

## 内容
お笑い芸人である本庄強がパーソナリティを務める。番組制作は本庄プロモートが担い、現在は同社が運営するミニFM「エフエムひめ」のメンバーが出演している。エフエムひめでは、毎日、夜中0時から録音放送を流している。

## 番組進行
- 1：オープニング

リスナーから送られたメールや、番組ハッシュタグが付いたX（旧：ツイッター）のコメントを読む。
- 2：本庄強のソトラジ・秘密基地

本庄のフリートークコーナー。本庄自身の知り合いからFMひめの関係者まで、様々なゲストを呼ぶ。収録日がバラバラであるため、雑談する相手や場所が異なる。
トークの続きはジングル・Bの後に流れる。
- 3：ジングル・Aバージョン

投稿方法の紹介や番組の告知。
- 4：出張ラジオ！エスプレッソタイム」

FMひめ役員のラジオ系関西弁Vtuber「コーヒーの楽園」、「そうび」、「霊山幽人（たまやまゆうと）」「雨月瑠々（あまつきるる）」、4人のVtuberが制作しているコーナー。パーソナリティやパーソナリティ推し活について語っていくコーナー。
- 5：ジングル・Bバージョン
- 6：本庄強のソトラジ

2のトークの続き。
- 7：エンディング

強から番組メッセージの募集の告知など。

## 主なゲスト
- ゆうき哲也 - 俳優・芸人
- 前田五郎 - 漫才師
- 美樹克彦 - 歌手・作曲家
- 春やすこ - 俳優・芸人
- 桂福楽 - 落語家
- 大西宏明 - 野球選手
- 浅井良 - 野球選手
- ケント・ギルバート - 外国人タレント・著作家
- 松本隆博 - シンガーソングライター
- 山本圭壱 - 芸人
- なかせひな - 声優・タレント
- RYOEI - シンガーソングライター
- 雨宮留菜 - グラビアアイドル
- 岸本みゆき - 脚本家
- 澤田隆治 - プロデューサー
- 山本恭司 - ミュージシャン・ギタリスト
- 魔耶一星 - マジシャン
- 曽野恵子 - 演歌歌手
- りなんなん - アイドル
- Nゼロ - アイドル
- 葛城育郎 - 野球選手
- ベートーベン鈴木 - ギター漫談家
- 中神章生 - 住職
- 大倉弘也 - 俳優・ロック歌手
- 雷門幸福 - 落語家
- 立花家千橘 (4代目) - 落語家
- 笑福亭羽光 - 落語家
- 長井秀和 - タレント・漫談家
- 小野瀬雅生 - ミュージシャン・声優
- 爆烈Q - お笑い芸人
- 中間英明 - ミュージシャン・ギタリスト
- 北原雅樹 - 俳優・タレント
- 春野恵子 - 浪曲師
- 仲本工事 - コメディアン・ギタリスト
- ブル中野 - 元プロレスラー
- 馬鹿よ貴方は - 漫才師
- カブキロックス - ロックバンド
- 横山たかし・ひろし - 漫才師
- 平山みき - 歌手
- はたけ - ミュージシャン
- BORO - シンガーソングライター

## 全国の放送局（ネット）・放送時間
放送時間はJST、2024年2月現在。
| 放送地域         | 放送局                                | 放送時間             |
| ---------------- | ------------------------------------- | -------------------- |
| 大阪市淀川区     | エフエムひめ（防災ラジオ）            | 毎日 0:00-1:00       |
| 和歌山県海草郡   | きみのFM                              | 毎日 0:00-1:00       |
| 滋賀県大津市     | びわチャンネル                        | 毎日 0:00-1:00       |
| 福井県敦賀市     | 敦賀FM放送（HARBOR STATION）          | 月曜日 19:00 - 20:00 |
| 香川県高松市     | エフエム高松コミュニティ放送（FM815） | 月曜日 23:00 - 0:00  |
| 秋田県湯沢市     | エフエムゆーとぴあ（FMゆーとぴあ）    | 金曜日 26:00 - 27:00 |
| 埼玉県三芳町     | 発するFM                              | 土曜日 22:00 - 23:00 |
| 埼玉県さいたま市 | CityFMさいたま（REDS WAVE）           | 土曜日 24:00 - 25:00 |
| 岐阜県可児市     | FMラインウェーブ（FMらら）            | 土曜日 24:00 - 25:00 |
| 長崎県諫早市     | エフエム諫早（レインボーFM）          | 日曜日 23:00 - 24:00 |